# Giacomo Balla
Giacomo Balla (Turim, 18 de julho de 1871 – Roma, 1 de março de 1958) foi um pintor e escultor italiano.
Ele foi um dos expoentes do movimento artístico e literário do futurismo na Itália. Utilizou as técnicas de pontilhado para forjar os principais temas do futurismo, a dinâmica e a velocidade.